# Дуду Ауате
Давид (Дуду) Ауате (на иврит: דוד "דודו" אוואט) е израелско–френски футболист, вратар. Дълги години играе в испанската Примера дивисион, където защитава цветовете на Расинг Сантандер, Депортиво Ла Коруня и Майорка. Има 78 мача за израелския национален отбор. Притежава и френско гражданство.

## Клубна кариера
Започва кариерата си в тима на Макаби Хайфа, но не получава шанс за изява поради стабилните изяви на титулярния вратар Нир Давидович. През сезон 1995/96 е даден под наем на Апоел Назарет Илит, където изиграва 3 мача. През 1997 г. преминава в Макаби Тел Авив, но и там не успява да стане титулярен страж. Следващият сезон е транфериран в отбора на Апоел Хайфа. Ауате успешно заменя контузения Ави Перез под рамката и помага на Апоел да спечели шампионсктата титла през сезон 1998/99.
През 2001 г. се завръща в Макаби Хайфа, които се нуждаят от заместник на контузения Давидович. С Ауате на вратата Макаби постига дубъл, печелейки шампионската титла и купата на страната. През сезон 2002/03 Макаби става първият израелски тим, играл в групите на Шампионската лига. Стражът изиграва основна роля при победата над Манчестър Юнайтед с 3:0 в груповия етап. Силните му представяния водят до трансфер в Испания.
На 17 юли 2003 г. подписва с Расинг Сантандер. През първия си сезон обаче е резерва на Рикардо Лопез и записва само 4 двубоя. След като наемът на Рикардо изтича, Ауате става основен играч в Расинг и записва още 74 двубоя от 78 възможни. През август 2006 г. преминава в Депортиво Ла Коруня. През сезон 2006/07 Депор се представя силно в лигата, а израелският страж е класиран от престижното издание Дон Балон на осмо място в класацията за най-добър футболист през сезона. По време на сезон 2007/08 губи титулярното си място от Густаво Мунуа, а преди двубоя с Вилярел и двамата вратари са отстранени от тима след сбиване. Поради неопитността на третия вратар Фабри обаче и двамата са възстановени в тима скоро. Въпреки това Ауате изразява нежелание да остане в тима.
В началото на 2009 г. преминава в тима на Майорка. След като стражът на Майорка Мигел Анхел Моя подписва с Валенсия, Ауате става титулярен вратар. Той става вратарят с най-много мачове за Майорка, записваки 167 двубоя. Между 2014 и 2016 г. е генерален директор на тима.

## Национален отбор
Дебютира за Израел на 10 октомври 1999 г. при загубата с 0:3 от Испания в квалификациите за Евро 2000. Дълги години е титулярен страж на националния отбор, като записва 78 участия.

## Успехи
- Шампион на Израел – 1998/99, 2001/02
- Купа на Израел – 2000/01, 2001/02